# أندرو لانغ
أندرو لانغ (بالإنجليزية: Andrew Lang) (و. 1844 – 1912 م) هو شاعر، وصحفي، وعالم الإنسان، ومترجم، وكاتب، ومؤرخ، وناقد أدبي من المملكة المتحدة .
وهو عضو في الأكاديمية الملكية السويدية للعلوم، والأكاديمية البريطانية .

## التعليم
تعلم في كلية باليول بجامعة اوكسفورد، وجامعة سانت أندروز، وEdinburgh Academy

## روابط خارجية
- أندرو لانغ على موقع الموسوعة البريطانية (الإنجليزية)
- أندرو لانغ على موقع ميوزك برينز (الإنجليزية)
- أندرو لانغ على موقع إن إن دي بي (الإنجليزية)